# Syndicaat tot reorganisatie der Eerste Groninger Tram
Het Syndicaat tot reorganisatie der Eerste Groninger Tram (SREGT) werd op 1 januari 1912 opgericht om de exploitatie van de opgeheven paardentram van de Eerste Groninger Tramway-Maatschappij (EGTM) voort te zetten en om te bouwen tot een modernere exploitatievorm. Op 2 mei 1912 werd een definitief plan gepresenteerd om de normaalsporige paardentram om te bouwen naar kaapspoor en de reizigersdienst met motortrams en de goederendienst met stoomtrams uit te voeren. Tot uitvoering van dit plan kwam het echter niet. Op 1 september 1914 werd het hele bedrijf overgenomen door de Stoomtramweg-Maatschappij Oostelijk Groningen (OG).